# Lingue caddoan
Le lingue caddoan (o caddo, in senso lato) costituiscono una famiglia di lingue native dell'America Settentrionale, parlate soprattutto nelle grandi praterie degli Stati Uniti, oggi in particolare nel Dakota del Nord e nell'Oklahoma.
Le denominazioni e le classificazioni adottate in questo articolo sono conformi a quelle fatte proprie dal SIL International .

## Distribuzione geografica
Fino al XIX secolo la diffusione geografica delle lingue caddo era molto superiore all'attuale, estendendosi anche al  Texas nordorientale, all'Arkansas sudoccidentale, alla Louisiana nordoccidentale (Caddo e Wichita), nonché al Nebraska (Pawnee). Tutte le lingue caddo ancora in uso sono ormai sull'orlo dell'estinzione.

## Classificazione
La famiglia linguistica caddoan (ISO 639-5: cdd) è costituita da un piccolo numero di lingue e dialetti organizzati in due raggruppamenti di tipo geografico, a loro volta suddivisi secondo l'ordine sottoindicato:
I.  Lingue caddoan settentrionali  (Northern Caddoan)
A. Pawnee-Kitsai
a. Kitsai
1. Lingua kitsai (anche nota come Kichai) (ISO 639-3: kii) (Oklahoma) - estinta 
b. Pawnee
2. Lingua arikara (anche nota come Arikaree, Ricaree, Arikari, Arikaris, Ree, Ris) (ISO 639-3: ari) (Dakota del Nord) - quasi estinta 
3. Lingua pawnee (ISO 639-3:  paw) [dialetti: south bend e skiri (o skidi)] - quasi estinta 
B. Wichita
4. Lingua wichita (ISO 639-3: wic) (dialetti: waco, towakoni) - estinta 
II.  Caddoan meridionale (Southern Caddoan)
5. Lingua caddo (nota anche come: Caddoe, Kado, Hasinai, Kadohadacho e Natchitoches) (ISO 639-3: cad) - quasi estinta 
La lingua kitsai, estintasi da tempo, anche per la confluenza dell'omonima tribù nei Wichita sin dal XIX secolo, era invece probabilmente più simile al pawnee che non al wichita stesso, donde la classificazione in un autonomo sottogruppo. Le lingue arikara e pawnee sono, per parte loro, estremamente simili anche se di difficile reciproca comprensione.

## Relazioni con altre lingue
L'Ethnologue, pur non censendo la lingua estinta adai (codice ISO 639-3: xad), tra le lingue caddoan, sostiene poi invece che la lingua caddo in senso stretto era correlata, oltre che con il kitsay, anche con l'adai: in effetti, la scarsa documentazione disponibile su tale lingua non consente di trarre conclusioni certe e Wallace Chafe, ad esempio, ritiene estremamente improbabile la sussistenza di una filiazione caddoan per l'adai, il quale allo stato non potrà che essere considerato una lingua isolata.
Egualmente privi di conclusioni convergenti a livello della  linguistica delle tribù indiane d'America sono stati i tentativi di collegare le lingue caddo con le lingue siouan, quelle irochiane e la lingua yuchi in un ceppo superiore denominato macro-sioux : tale collegamento mantiene allo stato attuale degli studi un carattere ancora solo ipotetico e non è comunque stato fatto proprio dal SIL International.